# Schloss Großen-Buseck

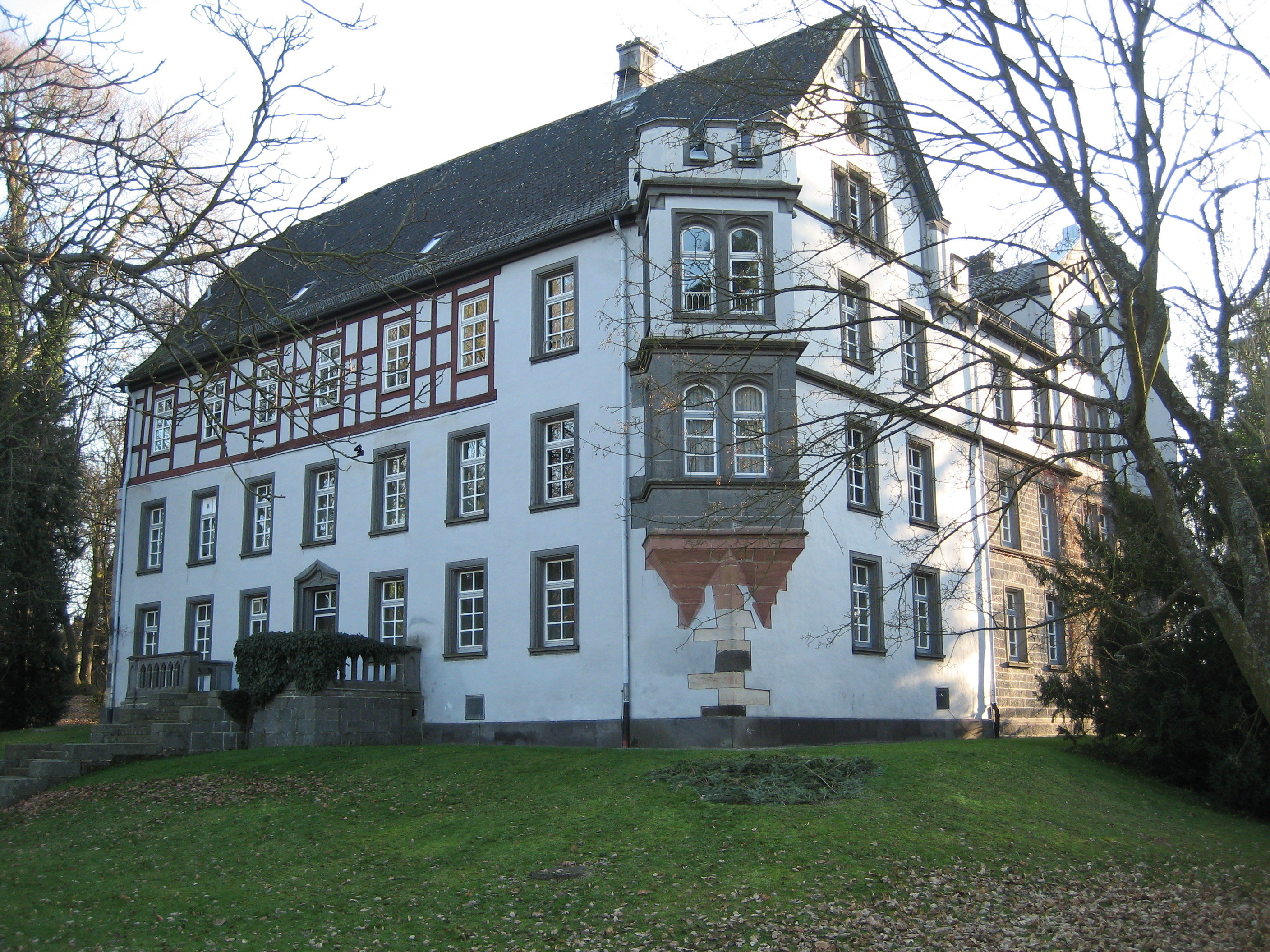
Westansicht des Schlosses

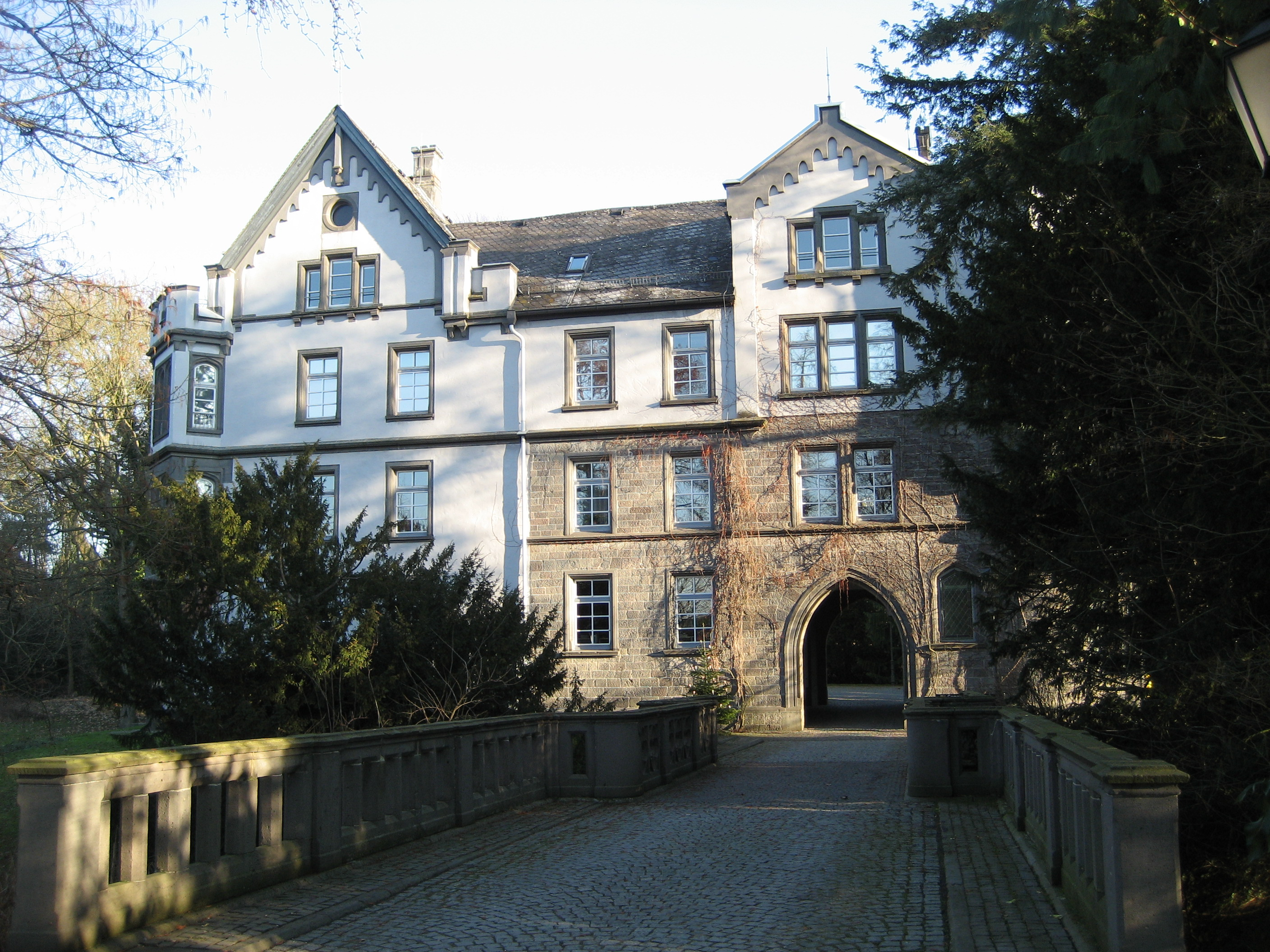
Südansicht des Schlosses mit Brücke und Tordurchfahrt

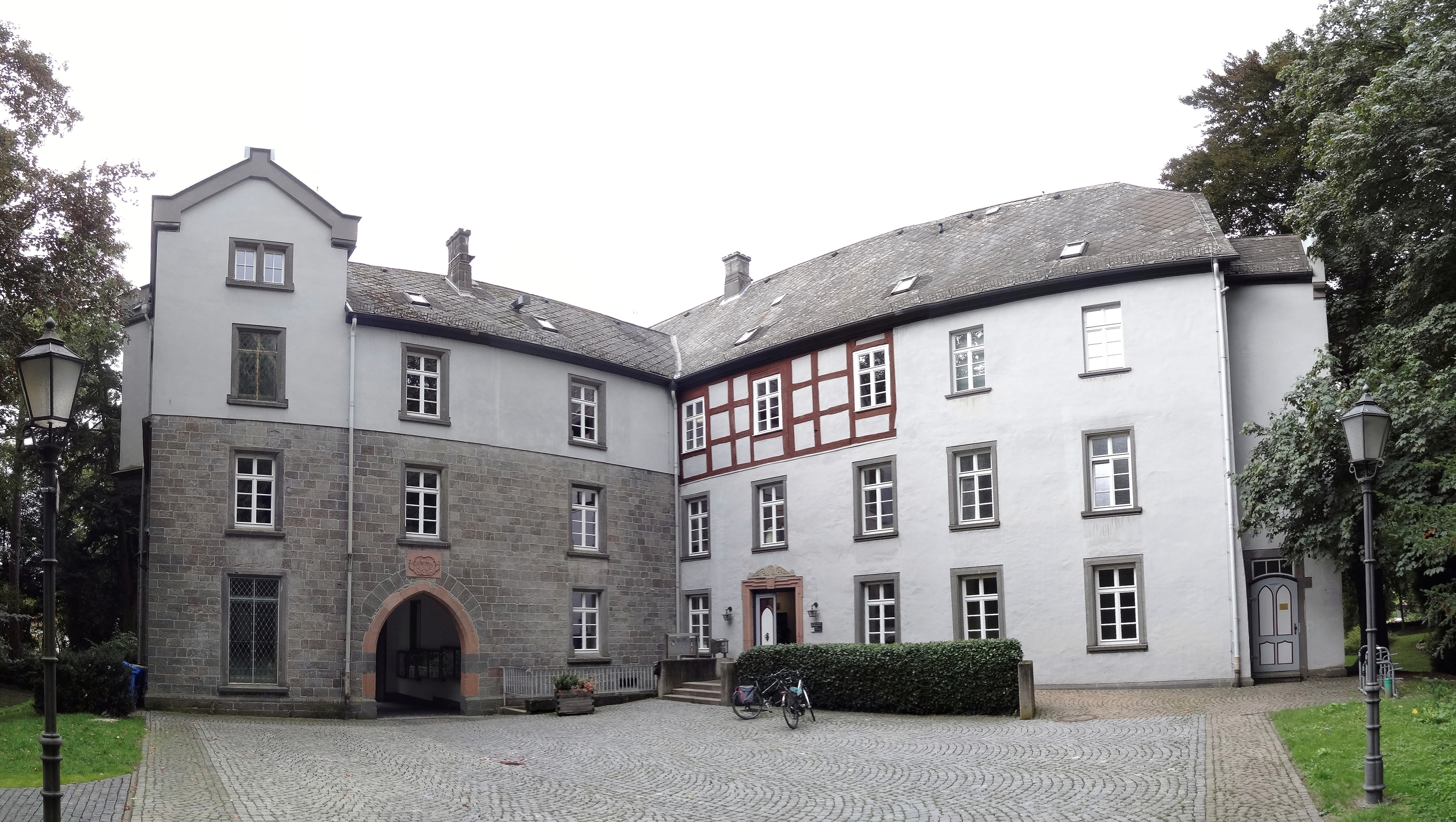
Innenhofansicht des Schlosses

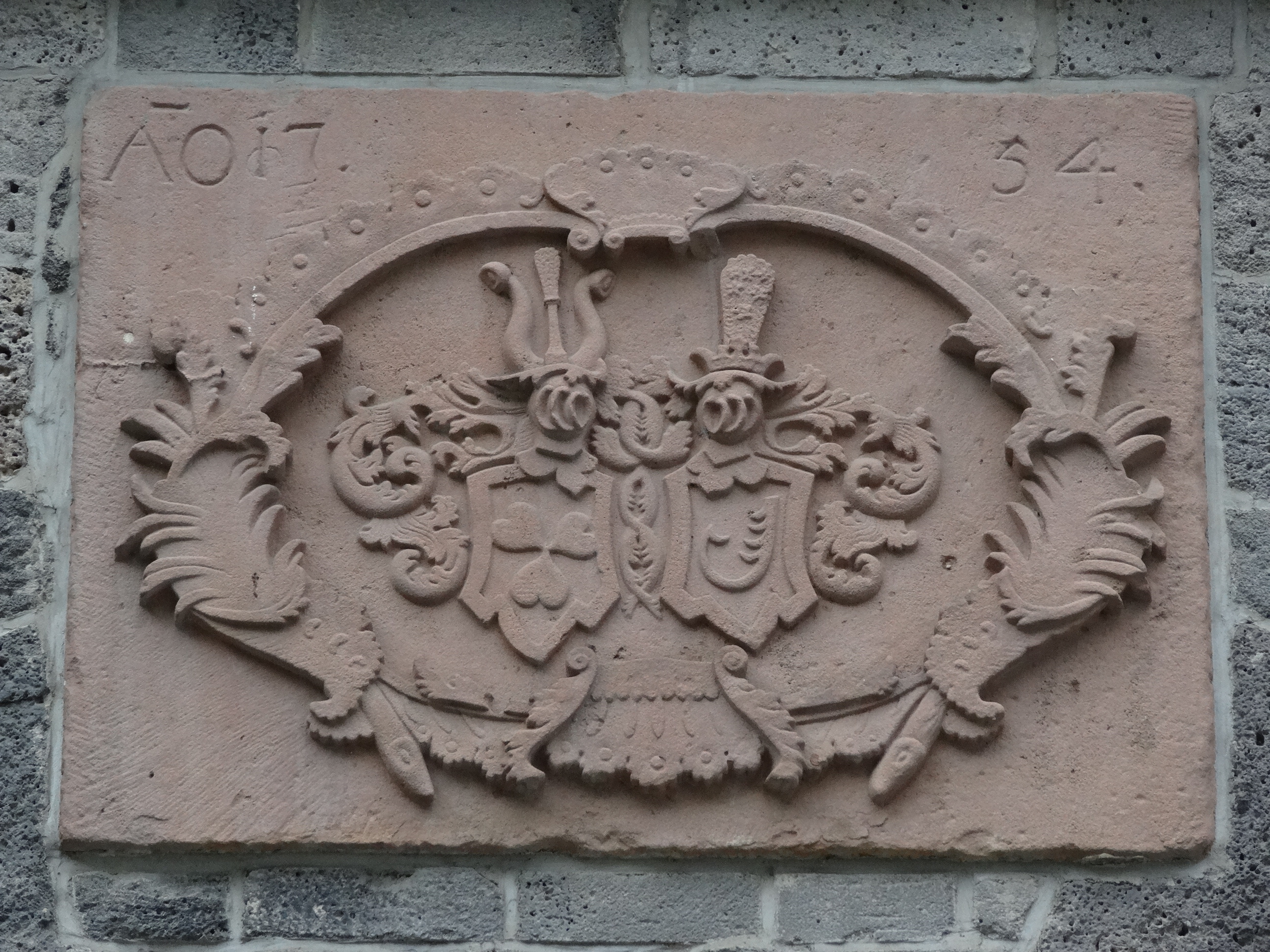
Doppelwappen am Schloss

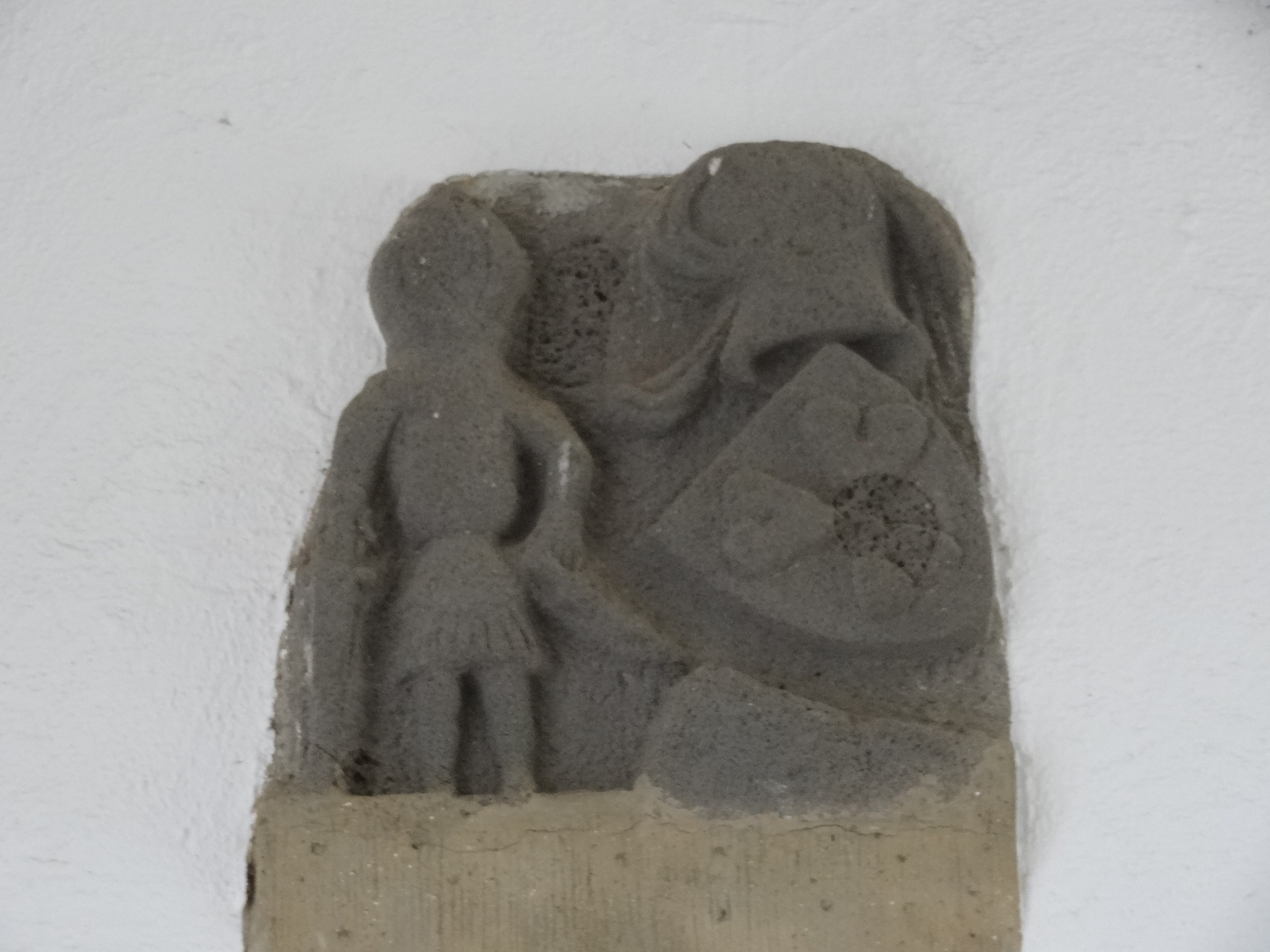
Ritterfigur mit Trohe Wappen am Schloss

Das Schloss Großen-Buseck oder auch Busecker Schloss ist ein im neugotischen Stil errichtetes Schloss am Ort einer mittelalterlichen Wasserburg in Großen-Buseck, Gemeinde Buseck im mittelhessischen Landkreis Gießen östlich der Universitätsstadt Gießen. Das heutige Schloss liegt auf einer Höhe von 200 Metern über NHN nördlich des Ortskerns in einem eigenen Park.

## Geschichte

### Die Wasserburg
Das Schloss hatte eine Wasserburg als Vorgänger. Sie war ab dem 15. Jahrhundert hessisches Lehen.
Die Burg war ein Herrschaftssitz der von Trohe im Ort. Sie bildeten mit den von Buseck eine Ganerbschaft, die unter anderem die Busecker Ortsteile (mit Ausnahme von Trohe) umfasste und die Herrschaft des Busecker Tals bildete, eines im 13. Jahrhundert wahrscheinlich durch Kaiser Friedrich II. vergebenen Reichslehens.
Die Burg wurde wohl erstmals urkundlich 1458 erwähnt. Die Familie Schutzbar genannt Milchling ließ auf der quadratischen Anlage 1580 einen Schlossbau errichten. Von der alten Anlage selbst sind nur die Keller, als Tonnengewölbe angelegt, in das Schloss integriert worden. Um die Burg sind noch die trockengelegten Gräben zu erkennen. Die jetzige Toreinfahrt war vermutlich auch der frühere Zugang zur Burg.

### Das Schloss
1784 mussten die Besitzer das Schloss wegen wirtschaftlichen Schwierigkeiten ihren Gläubigern überlassen. Ende 1785 ersteigerte die Gemeinde Großen-Buseck das umliegende Gut nebst Schloss für 35.000 Gulden, kam jedoch nicht in den Besitz. Die Regierung von Hessen-Darmstadt versagte wegen des Lehensrechts den Verkauf und für das gleiche Geld ging die Konkursmasse ein weiteres Jahr später an die Witwe des Geheimen Rats Johann Jacob Freiherr von Zwierlein, Elisabetha Dorothea Freifrau von Zwierlein geb. von Wahl, belehnt von Landgraf Ludwig IX. von Hessen-Darmstadt. Ihre Urenkelin heiratete 1829 Freiherr Friedrich von Nordeck zur Rabenau. Sie, Freifrau Ernestine von Nordeck zur Rabenau geb. von Zwierlein, ließ 1860 das Schlossgebäude im jetzigen neugotischen Stil renovieren und modernisieren und ersuchte auch das Großherzogtum Hessen um unentgeltliche Verwandlung ihres Lehens zu Großen-Buseck in freies Eigentum.
Die Gemeinde erwarb 1976 dann doch noch Schloss nebst Park und Gutshof. Zwei Jahre später fiel (nach Bildung der Gemeinde Buseck durch die Gebietsreform in Hessen am 1. Januar 1977) der Beschluss zum Erhalt von Schloss und Park und nach umfangreichen Restaurierungsarbeiten konnte 1981 die Gemeindeverwaltung einziehen.
Die Anlage ist heute Sitz der Gemeindeverwaltung Buseck und Mittelpunkt des kommunalen Lebens.